# Șoimul maltez (roman)
Șoimul maltez (conform, The Maltese Falcon), apărut 1930 este un roman detectiv al cunoscutului scriitor american Dashiell Hammett, care este creditat și cu crearea unui nou gen de romane detective, așa-numitul hardboiled sau hard-boiled.
Romanul a fost ecranizat de mai multe ori, dintre care prima, realizată în 1931 și, respectiv cea din 1941 (avându-l ca protagonist pe Humphrey Bogart) sunt cele mai cunoscute.
Personajul principal, Sam Spade, deși apare doar în trei povestiri mai puțin cunoscute ale lui Hammett, respectiv în "Șoimul maltez", a fost adeseori citat ca o figură care a exercitat o influență majoră în cristalizarea "portretului robot" a detectivului privat dur, așa-numitul hard-boiled detectiv, care a și dat numele genului de roman polițist.
Sam Spade era rezultatul unei distanțări a lui Hammett însuși de veșnicul și cenușiul său detectiv-fără-nume, The Continental Op. În conturarea acestui puternic Sam Spade, Dashiell Hammett a combinat mai multe elemente prezente în detectivii săi anteriori așa cum ar fi, detașarea controlată și rece, calitatea de a descoperii detalii dintre cele mai ascunse, puterea de înțege situațiile cele mai complexe, atât analitic cât și sintetic, precum și încrederea de nezdruncinat în puterile sale de a obține dreptatea care se cuvenea. Sam Spade, în ciuda faptului că vedea zilnic partea cea mai murdară, ascunsă și rea a societății, rămâne în esența sa un idelist plin de compasiune și candoare.
Nu întâmplător, Sam Spade a devenit un model de urmat. Raymond Chandler, cel care este considerat scriitorul care ar fi adus genul hard-boiled al romanelor detective pe culmile rafinamentului, a creat detectivul Philip Marlowe inițial pe caracterul lui Hammett, dar l-a dezvoltat și rafinat dincolo de originile inițiale ale modelului care l-a inspirat.

## Ecranizări
- Șoimul maltez, film din 1931, cu Ricardo Cortez, Bebe Daniels
- Satan Met a Lady (1936), cu Bette Davis, Warren William
- Șoimul maltez, film din 1941, cu Humphrey Bogart, Mary Astor